# 조세 부담
조세 부담(租稅負擔, tax incidence, tax burden)은 특정한 세금이 경제적 후생의 유통에 미치는 영향이다.

## 조세부담률
조세부담률(租稅負擔率)은 세금이 무겁다 가볍다고 말할 때 자주 등장하는 숫자로서 보통 국민소득에 대한 조세수입(국세와 지방세)의 비율. 법인을 포함한 국민이 평균적으로 얼마 정도의 세금을 내고 있는가를 나타내는 지표이다.
개인의 일반적인 경제상태를 보여주는 척도는 그 개인의 소득이다. 그래서 소득에 대한 각종 조세의 부담비율을 그 개인의 조세부담률이라 한다. 조세에는 개인소득에 부과되는 소득세 외에 개인소득이 지출될 때에 부담하는 소비세와 지방세까지도 포함시킬 필요가 있다. 국민소득에 대한 국세 및 지방세의 비율을 살펴보면 국민경제 전체로서의 조세부담률을 들 수 있다.
대한민국의 세부담(稅負擔)은 다른 나라에 비해 경미한 편이다. 그러나 한 국가 전체의 조세부담의 경중(輕重) 또는 증세 여력의 대소 등에 대하여 수평적으로 논한다는 것은 불완전하다. 그것은 이와 같은 거시적인 비율에서는 다음과 같은 사정이 무시되어 있기 때문이다.  ① 조세의 개념이 반드시 동일하다고는 할 수 없다. 또 조세 이외의 강제적 경제부담, 가령 경제적 공채 및 강제기부(寄附), 공출(供出) 등이 고려되어 있지 않다.  ② 조세부담의 배분방법, 조세의 종류와 내용이 납세능력에 영향이 있다. 조세 총액이 동일하더라도 대중과세(大衆課稅)가 많은 나라에서는 증세 여력은 작다.  ③ 국가경비의 용도가 무시되고 있다.  ④ 국민소득의 구성·종류·분포, 인구·직업의 구성·경제발전의 가능성, 생계비 등의 사정도 납세능력에 영향을 준다.

## 같이 보기
- 외부성